# Vazební věznice Liberec
Vazební věznice v Liberci stojí na Novém Městě na adrese Pelhřimovská 347/3, tvoří blok mezi ulicemi Pelhřimovská, U Soudu, Truhlářská a Valdštejnská, naproti okresnímu soudu i krajskému státnímu zastupitelství. Byla postavená v toskánském slohu v roce 1877, v období urbanistického i sociálního rozkvětu města. Jde o bývalé sídlo libereckého krajského soudu, Advokátní poradny Krajského sdružení advokátů  a nemovitou kulturní památku. Svému nynějšímu účelu slouží nepřetržitě od 60. let 20. století.

## Rekonstrukce a reprofilace
Po roce 2003 prošla vazební věznice rekonstrukcí a od července 2004 má ubytovací kapacitu 375 míst, z toho 123 pro výkon vazby a 252 pro výkon trestu odnětí svobody. Téměř 60 lůžek je určeno pro nástupní a příjmové oddělení, výstupní oddělení má 14 lůžek. V roce 2008 zde bylo zřízeno specializované oddělení pro vězně s poruchami chování o kapacitě 21 odsouzených. Většina cel je čtyřlůžková, největší mají kapacitu 6 míst.
V srpnu 2007 byly dokončeny stavební úpravy oddělení vazby se zmírněným režimem s kapacitou 12 lůžek. Celková kapacita vazby se zmírněným režimem je 42 obviněných. Slouží pro obviněné nevykazující zvýšená bezpečnostní rizika, kteří by navíc neměli být ve vazbě z důvodu možného maření probíhajícího vyšetřování nebo ovlivňování svědků. Vznik nového oddělení byl jednou z priorit vedení věznice a má přispět k omezení negativních psychosociálních vlivů souvisejících s uvězněním v době, kdy ještě není pravomocně rozhodnuto o vině a trestu. 
Rekonstrukcí prošel i bezpečnostní systém vazební věznice. Má více než 90 kamer, elektronické zámky, signalizace rozbíjeného okenního skla vnější plášťovou ochranu budovy a moderní operační středisko, jehož obsluha má nepřetržitý přehled o dění v celém objektu i jeho bezprostřední blízkosti. 
Reprofilace věznice znamenala významnou změnu i v práci s vězněnými osobami. Bylo třeba doplnit tým zaměstnanců oddělení výkonu vazby a trestu a rovněž vybudovat odpovídající zázemí. Odsouzení i obvinění mohou nyní využívat dvě tělocvičny, víceúčelový vycházkový dvůr, centrální posilovnu, učebnu práce s PC, dřevomodelářskou dílnu a dílnu výtvarných kroužků s hrnčířským kruhem a pecí pro vypalování keramiky. V jednom dni se tak téměř dvaceti volnočasových aktivit může účastnit na 150 vězňů. 

## Program
Významnou složkou dynamické bezpečnosti věznice je i smysluplné naplnění volného času vězňů, jimž jsou vedle tradičně nejoblíbenějších sportovních aktivit nabízeny i vzdělávací, rukodělné, relaxační a terapeutické kroužky. Nechybí kvalitně vybavená knihovna a videotéka. Od roku 2003 mohou vězni využívat i kapli spojenou s klubovými prostorami. Zaměstnanci věnují velkou péči podpoře získávání a udržení základních sociálních návyků a pozitivní mezilidské komunikace. V nabídce je sociální výcvik a kroužky sebeobslužných aktivit.
Nezbytné místo v socializačním procesu mají také pravidelné akce mimo věznici, které dávají odsouzeným možnost neztratit reálnou představu o životě na svobodě, což může být jedním z rozhodujících resocializačních faktorů po propuštění. V rámci výkonu vazby se nejvíce času a úsilí věnuje mladistvým a tzv. mladým dospělým vězňům do 26 let. Věznice spolupracuje i s nestátními a neziskovými organizacemi, zejména s regionálními církevními sbory, ale i Armádou spásy, charitativní iniciativou Naděje a libereckou odbočkou protidrogového K-centra. 
Ve Vazební věznici Liberec pracuje více než 200 zaměstnanců, z toho přes polovinu tvoří příslušníci vězeňské a justiční stráže.